# Baldassarre Bianchi
Baldassarre Bianchi (Bologna, 1612 – Modena, 1679) è stato un pittore italiano  del barocco.

## Biografia
Fu allievo di Giovanni Paderna, ma dopo la morte di Paderna studiò con Agostino Mitelli, il pittore più importante della quadratura a Bologna. Sposò la figlia di Mitelli e divenne collega di Giovanni Giacomo Monti, altro allievo di Mitelli. Operarono assieme a Mantova, dove vennero assunti dalla corte Ducale. Il loro pittore di figure fu Giovanni Battista Caccioli di Budrio, allievo di Domenico Maria Canuti e buon discepolo di Carlo Cignani.
Con Mitelli dipinse quadratura al Palazzo Ducale di Sassuolo. Fu a lungo alle dipendenze del duca di Modena e decorò teatri a Mantova e Modena. Morì a Modena e sua figlia, Lucrezia Bianchi, fu anche una pittrice. Enrico Haffner fu uno dei suoi allievi.